# 巴尔花蟹蛛
巴尔花蟹蛛（学名：Xysticus baltistanus）为蟹蛛科花蟹蛛属的动物。分布于蒙古、俄罗斯以及中国等地。